# Grand Prix Formule 1 van Groot-Brittannië 1994
De Grand Prix Formule 1 van Groot-Brittannië 1994 werd gehouden op 10 juli 1994 op Silverstone.

## Verslag

### Kwalificatie
De kwalificatie was een nipte strijd tussen Damon Hill, Michael Schumacher en Gerhard Berger. Hill behaalde de pole-position, drie duizendste voor Schumacher en twee honderdste voor Berger.

### Race
Voor de race viel David Coulthard stil, waardoor hij achteraan moest starten. Ook Eddie Irvine verdween van de grid door oververhitting van zijn motor. Tijdens de opwarmronde ging Schumacher voorbij Hill, maar liet de Brit op de grid opnieuw voorbij.
Bij de start blies Martin Brundle zijn motor op. Coulthard maakte achteraan een spin. Hill pakte de eerste plaats, met Schumacher en Berger achter hem. Rubens Barrichello werd vierde, Jean Alesi vijfde en Jos Verstappen zesde.
De race verliep zonder noemenswaardige incidenten totdat Schumacher een stop-and-go straf kreeg voor het inhalen van Hill tijdens de opwarmronde. Benetton liet Schumacher echter niet binnenkomen, met als argument dat de straf niet correct was gecommuniceerd naar het team. Intussen waren de eerste reeks pitstops al gebeurd en Schumacher was Hill voorbijgegaan. Achter Hill reden Alesi, Mika Häkkinen, Berger, Barrichello, Heinz-Harald Frentzen en Ukyo Katayama.
Schumacher kreeg hierna de zwarte vlag doordat hij de stop-and-go straf niet binnen de zeven ronden had uitgevoerd. Schumacher moest hierdoor in de volgende ronde in de pits stoppen. Benetton liet Schumacher echter nog steeds niet binnenkomen, totdat koersdirecteur Roland Bruynseraede in de Benetton-pit was geweest en Schumacher zijn stop-and-go kwam uitvoeren.
Hierna reed hij als vierde rond, tot de pitstops van Alesi en Häkkinen. Schumacher reed als tweede en kon Hill niet meer inhalen. Berger reed derde tot hij moest opgeven met motorproblemen. Hierdoor kwam Barrichello op de derde plaats te liggen. Hij viel terug achter Häkkinen maar bleef duelleren met de Fin. Ze botsten uiteindelijk in de laatste bocht waarna Barrichello in de pits finishte op drie wielen, maar Häkkinen slaagde erin om uit de grindbak te raken en de derde plaats te nemen.
Na de race werd Schumacher uitgesloten, Benetton kreeg een strenge waarschuwing en een boete van $25000. Na het beroep kreeg Schumacher een schorsing van twee races.

## Uitslag
| Positie | Nummer | Rijder                | Team              | Ronden | Tijd/Opgave       | Startplaats | Punten |
| ------- | ------ | --------------------- | ----------------- | ------ | ----------------- | ----------- | ------ |
| 1       | 0      | Damon Hill            | Williams-Renault  | 60     | 1:30:04.3         | 1           | 10     |
| 2       | 27     | Jean Alesi            | Ferrari           | 60     | +1:08.128         | 4           | 6      |
| 3       | 7      | Mika Häkkinen         | McLaren-Peugeot   | 60     | +1:40.659         | 5           | 4      |
| 4       | 14     | Rubens Barrichello    | Jordan-Hart       | 60     | +1:41.751         | 6           | 3      |
| 5       | 2      | David Coulthard       | Williams-Renault  | 59     | +1 Ronde          | 7           | 2      |
| 6       | 3      | Ukyo Katayama         | Tyrrell-Yamaha    | 59     | +1 Ronde          | 8           | 1      |
| 7       | 30     | Heinz-Harald Frentzen | Sauber-Mercedes   | 59     | +1 Ronde          | 13          |        |
| 8       | 6      | Jos Verstappen        | Benetton-Ford     | 59     | +1 Ronde          | 10          |        |
| 9       | 9      | Christian Fittipaldi  | Arrows-Ford       | 58     | +2 Rondes         | 20          |        |
| 10      | 23     | Pierluigi Martini     | Minardi-Ford      | 58     | +2 Rondes         | 14          |        |
| 11      | 12     | Johnny Herbert        | Lotus-Mugen-Honda | 58     | +2 Rondes         | 21          |        |
| 12      | 26     | Olivier Panis         | Ligier-Renault    | 58     | +2 Rondes         | 15          |        |
| 13      | 25     | Eric Bernard          | Ligier-Renault    | 58     | +2 Rondes         | 23          |        |
| 14      | 19     | Olivier Beretta       | Larrousse-Ford    | 58     | +2 Rondes         | 24          |        |
| 15      | 31     | David Brabham         | Simtek-Ford       | 57     | +3 Rondes         | 25          |        |
| 16      | 32     | Jean-Marc Gounon      | Simtek-Ford       | 57     | +3 Rondes         | 26          |        |
| DQ      | 5      | Michael Schumacher    | Benetton-Ford     | 60     | Gediskwalificeerd | 2           |        |
| NF      | 24     | Michele Alboreto      | Minardi-Ford      | 48     | Motor             | 17          |        |
| NF      | 28     | Gerhard Berger        | Ferrari           | 32     | Motor             | 3           |        |
| NF      | 4      | Mark Blundell         | Tyrrell-Yamaha    | 20     | Versnellingsbak   | 11          |        |
| NF      | 20     | Erik Comas            | Larrousse-Ford    | 12     | Motor             | 22          |        |
| NF      | 29     | Andrea de Cesaris     | Sauber-Mercedes   | 11     | Motor             | 18          |        |
| NF      | 10     | Gianni Morbidelli     | Arrows-Ford       | 5      | Motor             | 16          |        |
| NF      | 11     | Alessandro Zanardi    | Lotus-Mugen-Honda | 4      | Motor             | 19          |        |
| NF      | 8      | Martin Brundle        | McLaren-Peugeot   | 0      | Motor             | 9           |        |
| NF      | 15     | Eddie Irvine          | Jordan-Hart       | 0      | Motor             | 12          |        |
| NQ      | 34     | Bertrand Gachot       | Pacific-Ilmor     |        |                   |             |        |
| NQ      | 33     | Paul Belmondo         | Pacific-Ilmor     |        |                   |             |        |

## Statistieken
| Pole-position | Damon Hill | Williams-Renault | 1:24.960 |
| Snelste ronde | Damon Hill | Williams-Renault | 1:27.100 |

## Noot
- Dit was de vijfde Grand Prix-winst voor Damon Hill.

1926 · 1927 · 1948 · 1949 · 1950 · 1951 · 1952 · 1953 · 1954 · 1955 · 1956 · 1957 · 1958 · 1959 · 1960 · 1961 · 1962 · 1963 · 1964 · 1965 · 1966 · 1967 · 1968 · 1969 · 1970 · 1971 · 1972 · 1973 · 1974 · 1975 · 1976 · 1977 · 1978 · 1979 · 1980 · 1981 · 1982 · 1983 · 1984 · 1985 · 1986 · 1987 · 1988 · 1989 · 1990 · 1991 · 1992 · 1993 · 1994 · 1995 · 1996 · 1997 · 1998 · 1999 · 2000 · 2001 · 2002 · 2003 · 2004 · 2005 · 2006 · 2007 · 2008 · 2009 · 2010 · 2011 · 2012 · 2013 · 2014 · 2015 · 2016 · 2017 · 2018 · 2019 · 2020 · 2021 · 2022 · 2023 · 2024 · 2025 · 2026 · 2027 · 2028 · 2029 · 2030 · 2031 · 2032 · 2033 · 2034